# Río Poqueira
Der Río Poqueira ist ein etwa 17 km langer Bergfluss in der spanischen Provinz Granada.

## Verlauf
Der Río Poqueira entsteht durch den Zusammenfluss von Rio Toril und Rio Naute in ca. 1550 m Höhe in den Südhängen der Sierra Nevada an deren höchsten Bergen Mulhacén und Veleta. Er durchquert die Bergregion der Alpujarras in südlicher Richtung, wendet sich dann nach Südwesten und mündet in den Río Trevélez, kurz bevor sich dieser mit dem Río Guadalfeo vereinigt.

## Wasserkraftwerk
In unmittelbarer Nähe befindet sich das Wasserkraftwerk Central Electrica de Poqueira am Endpunkt von Wasserrohren, die aus 2100 m Höhe herabgeführt werden. Etwas abseits findet man das verlassene Dorf Cebadilla, das für die Bauarbeiter des Kraftwerks errichtet wurde.

## Orte
Weiter südlich strömt der Fluss durch die Schlucht Barranco del Río Poqueira, an deren Hängen die Dörfer Capileira, Bubión und Pampaneira liegen. Die Mauren haben während ihrer Herrschaft zahlreiche Bewässerungskanäle angelegt, die das Wasser des Flusses für die Landwirtschaft nutzbar machten. Heute wird die Wirtschaft der Region nicht mehr von der Landwirtschaft, sondern vom Tourismus dominiert.

## Aktivitäten
Durch die Schlucht und zum Teil am Ufer des Río Poqueira entlang führen häufig begangene Wanderwege, so von Capileira zum Kraftwerk und weiter am Rio Toril entlang, sowie von Capileira über Bubión nach Pampaneira und zurück.  Südlich von Pampaneira wird der Flusslauf von Canyoning-Sportlern genutzt. Besonders beliebt ist dabei die Zeit der Schneeschmelze im Frühjahr und im Sommer nach heftigen Regenfällen.